# S〈エス〉
『S〈エス〉』は、水城せとなによる日本の漫画作品。
『月刊プリンセス』（秋田書店）にて2003年2月特大号から2004年4月号まで全15話が連載された。単行本は全3巻。

## あらすじ
小学生の時から5年間、バドミントンのダブルスを組んできた八神章博（アキ）と桜木智国（サクラ）。連勝記録を伸ばしてきた2人だったが、試合を見たインターハイ連覇の高校チャンピオン・楡崎がサクラをスカウトする。
捨てられたという思いが強いアキは、1学年下の渚絢介と新しくペアを組み、サクラ・楡崎組への雪辱を誓う。だが、試合は惨敗に終わってしまう。

## 登場人物

### 等々力学園
八神章博（やがみ あきひろ）
高等部バドミントン部1年生。通称アキ。小学5年生の時からダブルスを組んでいたサクラが、自分の制止に耳も貸さずあっさり他校へ転校したことに失望と憤りを覚える。琥珀のことが好き。
渚琥珀（なぎさ こはく）
バドミントン部マネージャー。サクラのことが好きで、3度告白しいずれも振られている。男前な性格の美人。
渚絢介（なぎさ けんすけ）
中等部バドミントン部3年生。琥珀の弟。アイドルのような顔立ちで女子からモテる。高等部へ進学後、アキとダブルスを組む。
加藤りりこ（かとう りりこ）
絢介の同級生（高等部）。男性関係が派手で、あだ名は「早食いりりちゃん」。試合で大半の女子が絢介に声援を送る中、ただ一人アキを応援する。

### 陵明高校
桜木智国（さくらぎ ともくに）
通称サクラ。小学生の時、アキに誘われるままバドミントンクラブに入り、他に男子がいなかったためダブルスを組み、最強のペアへと成長した。連勝記録を伸ばしてきたが、どこか冷めており本気になれずにいた。
楡崎に自分とダブルスを組まないかと誘われ、陵明高校への転校を決意する。
楡崎聖（にれさき ひじり）
バドミントン部3年生。中学生の時から全国大会を連覇し続けている超高校生級プレイヤーとしてその名を轟かす、高校バドミントン界ではNo.1の実力者。ダブルスの相手にとサクラを引き抜く。高校限りでバドミントンの世界から身を引くと決めている。
三木本哲史（みきもと てつし）
バドミントン部マネージャー。愛称ミキティ。絢介にメールでサクラの様子を逐一報告している。192cmの長身。楡崎のプレイに魅了され陵明へ入学したが、実は運動音痴。

## 書誌情報
- 水城せとな 『S〈エス〉』 秋田書店〈プリンセスコミックス〉 全3巻
  1. 2003年9月11日発売、ISBN 4-253-19249-1
  2. 2004年1月29日発売、ISBN 4-253-19250-5
  3. 2004年5月6日発売、ISBN 4-253-19251-3